# Marian Baciu
Marian Baciu (n. 1974, București) este  regizor, scenarist, producător și editor de film. Este membru al Uniunii Autorilor și Realizatorilor de Film din Romania. Este președintele Centrului de Creație Film. Regizor de film la Studioul Cinematografic "Sahia Film", București în perioada 2002 - 2005 și 2009 - 2013. 

## BIOGRAFIE
Intre anii 1992 – 1996, Marian Baciu a fost actor al trupei de teatru “Intelect” de la Centrul Cultural „Nicolae Bălcescu”, coordonată de regizorul Gheorghe Teașca. Aici s-au construit primele spectacole de theatre caffe din București. Săptămânal, se jucau spectacole, adaptări după schițele lui I.L. Caragiale, piese de teatru de Eugen Ionescu, se interpretau monologuri din Alberto Moravia, Victor Eftimiu, se recitau poezii din Marin Sorescu, Mihai Eminescu, George Coșbuc sau povești de Petre Ispirescu. Începând cu 1996, a luat cursuri de arta actorului cu regizorul Cătălin Naum la Teatrul Podu. Tot aici, în 1997, a dat o audiție ca actor-dansator pentru spectacolul “Vorbește-mi ca ploaia și lasă-mă să te ascult” de Tennessee Williams, în regia și coregrafia lui Răzvan Mazilu, spectacol jucat  la Teatrul Odeon. Sub coregrafia lui Răzvan Mazilu a dansat în spectacolul fashion, “Metropolis – Jeanine – lansare colecție de primăvară”, spectacol produs și preluat  de ProTV, în regia lui Radu Muntean, show-ul având loc la Teatrul Național București. În anul 1998 s-a înscris la Academia de Arte “Luceafărul”, Facultatea de Regie Teatru-Film-TV. În același an, a preluat regia artistica a emisiunii “5 minute de poezie”, produsă și difuzată de postul TVR 2. Timp de trei ani a fost profesor de arta actorului de film la școala Pygmalion, director Stela Popescu, iar începând cu anul 2001 la Fundația culturala Club A, a realizat mai multe spectacole, unele au fost chiar interpretate și scrise de Marian Baciu și Mihaela Iulia Baciu, dintre care: “Baschet” și “Data – Femeia Genocid”. Adaptările spectacolelor după Samuel Beckett, Pascal Bruckner, Eugene Ionesco, Eugene O’Neill s-au jucat la CLUB A, dezvoltând și susținând conceptual de TEATRU INTERACTIV ÎN SPAȚIU NECONVENTIONAL. One man show-ul “Prima iubire”, spectacol interpretat de Marian Baciu, depășise în 2 ani de la premiera, reprezentația cu numărul 100. În anul 2005 a avut loc la cinematograful “Elvira Popescu”, premiera filmului documentar “Orbirea voluntară-Gellu Naum”, produs de Studioul Cinematografic Sahia Film. În anul 2006,  s-a implicat în echipa condusă de actorul George Ivașcu, proaspăt director al Teatrului Metropolis  în proiectul “Teatrul în Licee”, cu regia spectacolului-lectura “Iona” de Marin Sorescu. A fost pe rând sau alternativ co-scenarist la Media Pro Pictures, regizor la Studioul cinematografic Sahia Film, producător la Senso TV, regizor al filmului documentar “Nichita Stănescu”, proiect câștigat de Guide Film Location la concursul organizat de Centrul National al Cinematografiei, apoi Executive Director Casting la Tandem Film pentru telenovela “Fetele Marinarului” difuzata pe Antena 1, producător si regizor al filmului “Cinemaguerrilla”, profesor de regie film la școala Q Feel. 
Este inițiatorul și coordonatorul proiectelor “Actorie pentru toți” – cursuri de actorie de teatru, film și televiziune, “Make a Movie”- cursuri de regie de film și editare video.  
Regizorul artistic al emisiunii TV "Portrete cu Adrian Păduraru", 10 episoade (invitați: Claudiu Bleonț, Marius Țeicu, Ileana Stana Ionescu, Al. G. Croitoru, Rodica Popescu Bitănescu, Gheorghe Zamfir, Virgil Ogășanu, Mihai Mălaimare, Lia Lungu, etc). 
Premiul II, secțiunea Film de Arta, Festivalul de Film Document Art (2011)
"Cinemaguerrilla" este un film documentar despre noul cinema romanesc, cu 30 de interviuri cu tineri regizori, producători, actori, critici de film. 
În film apar: Cristian Mungiu, Cristi Puiu, Nae Caranfil, Corneliu Porumboiu, Cătălin Mitulescu, Radu Mihăileanu, David Robinson (critic la London Times), Ronald Bergan (critic si istoric de film, The Guardian), Scott Foundas (critic de film la L.A. Weekly), Radu Muntean, Tudor Giurgiu, Constantin Popescu Jr., Alexandru Solomon, Ada Solomon, Tudor Caranfil, Alex Leo Șerban, Maria Dinulescu, Valerian Sava, Mihai Fulger, Adrian Sitaru, Gabriel Sârbu, Daniel Mitulescu, Bogdan Mustață, Ruxandra Zenide, Mădălina Ghițescu, Dominique Nasta ( istoric de film, profesor de estetică film la Universite Libre de Bruxelles), Hanno Hoefer, Cătălin Cristuțiu, Luca Florian, Călin Stănculescu.
Actor și regizor de teatru în spații neconvenționale: Cea mai puternică, August Strindberg; Prima iubire, după Samuel Beckett; Data, femeia genocid, de Marian Baciu; Baschet, de Mihaela Iulia Baciu și Marian Baciu; Before Breakfast, Eugene O’Neill; Prânzul dezgolit, după W. Bouroghs; Iona, de Marin Sorescu; Elegii pentru ființe mici, de Eugene Ionesco; Iubirea față de aproapele, după Pascal Bruckner

## FILMOGRAFIE
Filme Regizate de Marian Baciu 

### REGIZOR
- Archaeus – Nicolae Breban, 1998, scurt metraj, documentar
- Câinii orașului, 1999, ficțiune, mediu-metraj
- Beton și lacrimi, 2000, ficțiune, scurt metraj
- Romanian Pink, 2002, ficțiune, scurt metraj
- Orbirea voluntara – Gellu Naum, 2005, mediu metraj, documentar
- Nichita Stănescu, 2007, scurt metraj, documentar
- Cinemaguerrilla, 2009, mediu metraj, documentar
- Regina Maria, 2009, documentar, scurt metraj
- Coroana României - Regii, 2009, documentar
- Pan – Gheorghe Zamfir, 2011, documentar
- Lumea trebuie mereu cioplită, 2011, documentar
- 80 – Nora Iuga, 2012, scurt metraj, ficțiune
- Emoticon, 2011, scurt metraj, ficțiune
- Imaginile comunismului, 2011, documentar TV, 4 episoade
- No child’s show, 2011, scurt metraj
- Probleme personale – Angela Marinescu, 2012, scurt metraj, documentar
- Sala oglinzilor – Uniunea Scriitorilor din Romania, 2013, lung metraj, documentar
- Observator cultural, 2013, mediu metraj, documentar
- Izvorul vieții - Alăptarea, 2017, documentar
- Prin ochii noștri - Efecte adverse, 2017, documentar, 5 episoade
- Just in my mind, 2017, ficțiune de lung metraj

### SCENARIST
- Archaeus – Nicolae Breban, 1998, scurt metraj, documentar
- Cainii orasului, 1999, ficțiune, mediu-metraj
- Beton și lacrimi, 2000, ficțiune, scurt metraj
- Romanian Pink, 2002, ficțiune, scurt metraj
- Orbirea voluntara – Gellu Naum, 2005, mediu metraj, documentar
- Cinemaguerrilla, 2009, mediu metraj, documentar
- Pan – Gheorghe Zamfir, 2011, documentar
- Lumea trebuie mereu cioplita, 2011, documentar
- Emoticon, 2011, scurt metraj, ficțiune
- Imaginile comunismului, 2011, documentar TV, 4 episoade
- No child’s show, 2011, scurt metraj
- Izvorul vieții - Alăptarea, 2017, documentar
- Prin ochii noștri - Efecte adverse, 2017, documentar, 5 episoade
- Just in my mind, 2017, ficțiune de lung metraj